# Théodule Ribot (psykolog)
 For alternative betydninger, se Théodule Ribot. (Se også artikler, som begynder med Théodule Ribot)
Théodule-Armand Ribot (født 18. december 1839 i Guingamp, død 9. december 1916 i Paris) var en fransk filosof.
Ribot studerede ved den højere normalskole i Paris 1862—66, var 1866—72 lærer i filosofi ved forskellige colleger, kastede sig senere udelukkende over biologisk-psykologiske studier. I 1876 begyndte han udgivelsen af Revue philosophique, 1885 blev han ekstraordinær professor i psykologi ved Sorbonne, 1888 ordentlig professor i sammenlignende eksperimental psykologi ved Collège de France. Hans litterære arbejder, der er let læselige, åndrige og overfladiske, er alle udkomne i talrige oplag; de vigtigste er: La psychologie anglaise contemporaine (1870), L'hérédité, étude psychologique (1873, dansk oversættelse 1899), La philosophie de Schopenhauer (1874), La psychologie allemande contemporaine (1879), Les maladies de la mémoire (1881, dansk oversættelse. 1892), Les maladies de la volonté (1882), Les maladies de la personnalité (1885, dansk oversættelse 1890), La psychologie de l'attention (1888), La psychologie des sentiments (1896), L'évolution des idées générales (1897), Essai sur l'imagination créatrice (1900), La logique des sentiments (1905), Essai sur les passions (1907), Problèmes de Psychologie affective (1909), La vie inconsciente et les mouvements (1914).